# Berserker (album av Gary Numan)
Berserker är ett musikalbum av Gary Numan utgivet 1984.
Titeln hämtades från en romansvit av science fiction-författaren Fred Saberhagen och musikalisk inspiration från bland andra Frankie Goes to Hollywood, Peter Gabriel och David Bowie. Albumet nådde som bäst 45:e plats på brittiska albumlistan. Titelspåret släpptes som första singel från albumet och låg fem veckor på brittiska singellistan med som bäst 32:a plats på singellistan i november 1984. Uppföljaren My Dying Machine nådde plats 66 på singellistan.

## Låtförteckning
1. "Berserker" - 5:52
2. "This Is New Love" - 6:19
3. "The Secret" – 5:55
4. "My Dying Machine" - 5:37
5. "Cold Warning" - 6:01
6. "Pump It Up" - 4:45
7. "The God Film" - 4:42
8. "A Child with the Ghost" - 4:04
9. "The Hunter" - 4:32